# Andreas Ernst (Politiker)
Andreas Ernst (* 14. Juni 1971 in Hamburg) ist ein deutscher Politiker (CDU). Er war von 2006 bis 2008 Hamburger Sport-Staatsrat im Senat des Ersten Bürgermeisters Ole von Beust.

## Leben
Ernst wurde 1987 Mitglied der Jungen Union und war von 2000 bis 2003 deren stellvertretender Vorsitzender. In die CDU trat er 1989 ein.
Er machte 1991 sein Abitur am Gymnasium Tonndorf in Hamburg. Es folgte der Wehrdienst; er schied als Major der Reserve aus. Er absolvierte eine Ausbildung als Außenhandelskaufmann bei der Firma Alfred C. Toepfer International GmbH. Im Anschluss folgte ein Studium der Betriebswirtschaftslehre an der Fachhochschule Nordostniedersachsen mit dem Abschluss als Diplomkaufmann. Sein Schwerpunkt während des Studiums war Marketing.
Von 2000/01 war er Diplomand bei der Firma AOL Deutschland GmbH & Co. KG und wurde dort in den Jahren 2001/02 Junior Marketing Manager. Von 2002 bis 2004 arbeitete er als Pressesprecher der Kulturbehörde unter Senatorin Dana Horáková. 2004 wurde er Pressesprecher bei der Hamburger Hochbahn AG.
Ab 2004 war Ernst Mitglied der Hamburgischen Bürgerschaft. Dort war er Fachsprecher für die CDU-Fraktion im Bereich Kultur (Stadtteilkultur).
Am 24. Mai 2006 wurde Ernst zum Staatsrat für den Bereich Sport durch den Ersten Bürgermeister Ole von Beust ernannt. Vorher legte er sein Mandat in der Bürgerschaft nieder.
Ab 2008 war Ernst Geschäftsführer bei der Nordbahn Eisenbahngesellschaft. Später wurde er Bereichsleiter Unternehmensstrategie bei der Hamburger Hochbahn. Im selben Unternehmen wurde er  2016 Stabsbereichsleiter Bürgerbeteiligung beim Ausbau der U-Bahn-Linie 4 und U-Bahn-Linie 5.

## Privates
Ernst ist verheiratet und hat zwei Kinder. Sein Zwillingsbruder ist Heiko Ernst.